# Station Djupdal
Station Djupdal is een voormalig station in  Djupdal in de gemeente Rollag in fylke Viken  in  Noorwegen. Het station werd geopend in 1927.  Djupdal ligt aan Numedalsbanen, de spoorlijn tussen Rødberg en Kongsberg. Het station werd net als de spoorlijn in 1989 gesloten voor personenvervoer. 